# 覆卮山
覆卮山是中華人民共和國浙江省紹興市上虞區、嵊州市、余姚市交界地带的一個山脈，為四明山支脉。覆卮山海拔861.3米，主峰海拨864米，為上虞区最高峰。覆卮山的名稱來源自谢灵运的詩句「登此山饮酒赋诗，饮罢覆卮」。2017年底，覆卮山景区成为国家4A级旅游景区。